# Ácido 4-iodobenzoico
Ácido 4-iodobenzoico,  ácido para-iodobenzoico ou ácido p-iodobenzoico, é um composto orgânico com a fórmula IC6H4COOH (ou C7H5IO2), SMILES 	
OC(=O)C1=CC=C(I)C=C1 e massa molecular 248,02. É um dos isômeros ácido iodobenzoico. É classificado com o número CAS 619-58-9, número de registro Beilstein 1860232, número EC 210-603-2, número MDL MFCD00002533 e PubChem Substance ID 24852407. Tem aparência de cristais brancos ou avermelhados. Apresenta ponto de fusão de 270-273 °C, ponto de ebulição 318,5 °C, densidade de 2,18 g/mL, solubilidade em água de 0,04 g/L (a 25 °C) e é sensível à luz. Em metanol a quente, produz turbidez muito fraca. É uma substância irritante.
Como um sólido, cristaliza no sistema cristalino monoclínico.
Possui aplicação em sínteses que empregam a reação de Heck.